# Liste der Bodendenkmäler in Geiselbach
Auf dieser Seite sind die Bodendenkmäler in der unterfränkischen Gemeinde Geiselbach zusammengestellt. Diese Tabelle ist eine Teilliste der Liste der Bodendenkmäler in Bayern. Grundlage ist die Bayerische Denkmalliste, die auf Basis des Bayerischen Denkmalschutzgesetzes vom 1. Oktober 1973 erstmals erstellt wurde und seither durch das Bayerische Landesamt für Denkmalpflege geführt wird. Die folgenden Angaben ersetzen nicht die rechtsverbindliche Auskunft der Denkmalschutzbehörde.

## Bodendenkmäler in Geiselbach
| Lage                       | Objekt | Akten-Nr.     | Bild           |
| -------------------------- | --- | ------------- | -------------- |
| Kirchstraße 11a (Standort) | Archäologische Befunde des Mittelalters und der frühen Neuzeit, darunter mittelalterliche Vorgängerbauten und Bestattungen, im Bereich der katholischen Pfarrkirche St. Maria Magdalena von Geiselbach mit ehemaligen Kirchhof. | D-6-5821-0053 | weitere Bilder |
| (Standort)                 | Archäologische Befunde im Bereich des mittelalterlichen und frühneuzeitlichen Wasserschlosses in Geiselbach. | D-6-5821-0054 |                |